# Kis ürge
A kis ürge (Spermophilus pygmaeus) a mókusfélék családjába tartozó, Ukrajnától Közép-Ázsiáig elterjedt növényevő emlősfaj.

## Megjelenése
A kis ürge testhossza 17-26 cm, ehhez járul még 2,5-5 cm-es farka; ezzel nemének legkisebb faja. Testalka zömök, lábai rövidek, farka bozontos. Bundája barnásszürke színű, amelybe okkerszínű és sárgás szőrszálak vegyülnek. A fejtető sötétebb, intenzívebb okkeres árnyalattal, farka változatos, lehet fehér, homokszínű, barna vagy akár fekete is.
Fogképlete: {\displaystyle {\tfrac {1.0.2.3}{1.0.1.3}}}
Alfajai:
- S. pygmaeus pygmaeus
- S. pygmaeus brauneri
- S. pygmaeus herbicolus
- S. pygmaeus mugosaricus

Kaukázusi alfaját Spermophilus musicus néven ma már különálló fajnak tekintik.

## Elterjedése
Kelet-Európában és Közép Ázsiában él, a Dnyesztertől Ukrajnán és Dél-Oroszországon át Kazahsztánig, az Aral-tavon is túl. A hegy- és dombvidékeken 500 méteres magasságig merészkedik. Az utóbbi húsz évben elterjedése visszaszorult, feltehetően a számára kedvező száraz sztyeppek zsugorodása miatt, amit az éghajlat nedvesebbé válása és a legeltető állattartás csökkenése okozott.

## Életmódja
Nappal aktív. A száraz gyepeket, legelőket, sztyeppet, félsivatagokat kedveli; a hosszú füvű réteket kerüli. Kisebb kolóniákban él, ahol a nőstények területei egymás mellett helyezkednek el, míg a hímek területe néhány nőstény areájára terjed ki. Állandó üregeikben nevelik kölykeiket és alusznak téli álmot, de ideiglenes kotorékokat is ásnak a gyors meneküléshez. Telelés előtt üregrendszerük minden kijáratát gondosan földdel tömik be. Március-áprilisban újra megnyitják a kijáratokat, az üregeket kitakarítják és szükség szerint kibővítik. Június végén, júliusban a nagy nyári hőség idején nyári álmot alszanak, amely néha, nagy aszályok esetén téli álommá hosszabbodik. AZ ilyen években csak 80-100 napig aktív. A sokéves üregrendszerek bejáratánál felhalmozódik a kikotort föld, 60 cm magas és akár 8 méter átmérőjű dombot alkotva. Erről a szuszlikovináról (az ürge orosz neve szuszlik) figyelik a ragadozókat (elsősorban a ragadozó madarakat és rókákat). Veszély esetén éleset füttyentenek és üregük védelmébe bújnak. 
A kis ürge zöld növények leveleivel, rügyeivel, magvakkal, gyökerekkel táplálkozik. Mezőgazdasági vidékeken gabonát és egyéb terményeket is eszik. Aszály idején jobb táplálékellátottságú vidékekre vándorolhat. Általában évente egyszer párzanak, de a nőstények az előző évi táplálékhiány vagy a rossz tavaszi időjárás esetén kihagyhatnak egy évet. A nőstények 3-10 kölyköt hoznak világra. 

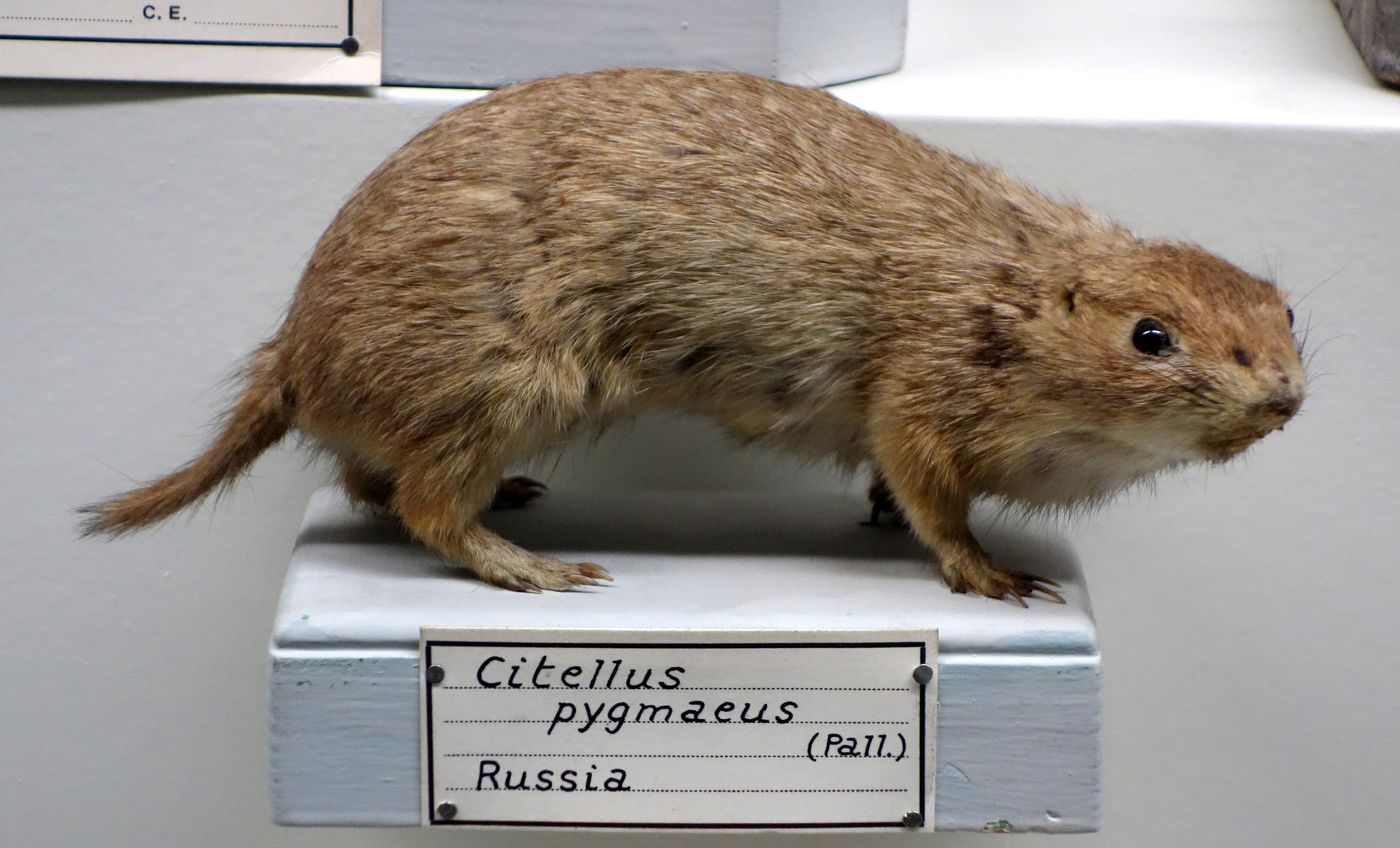
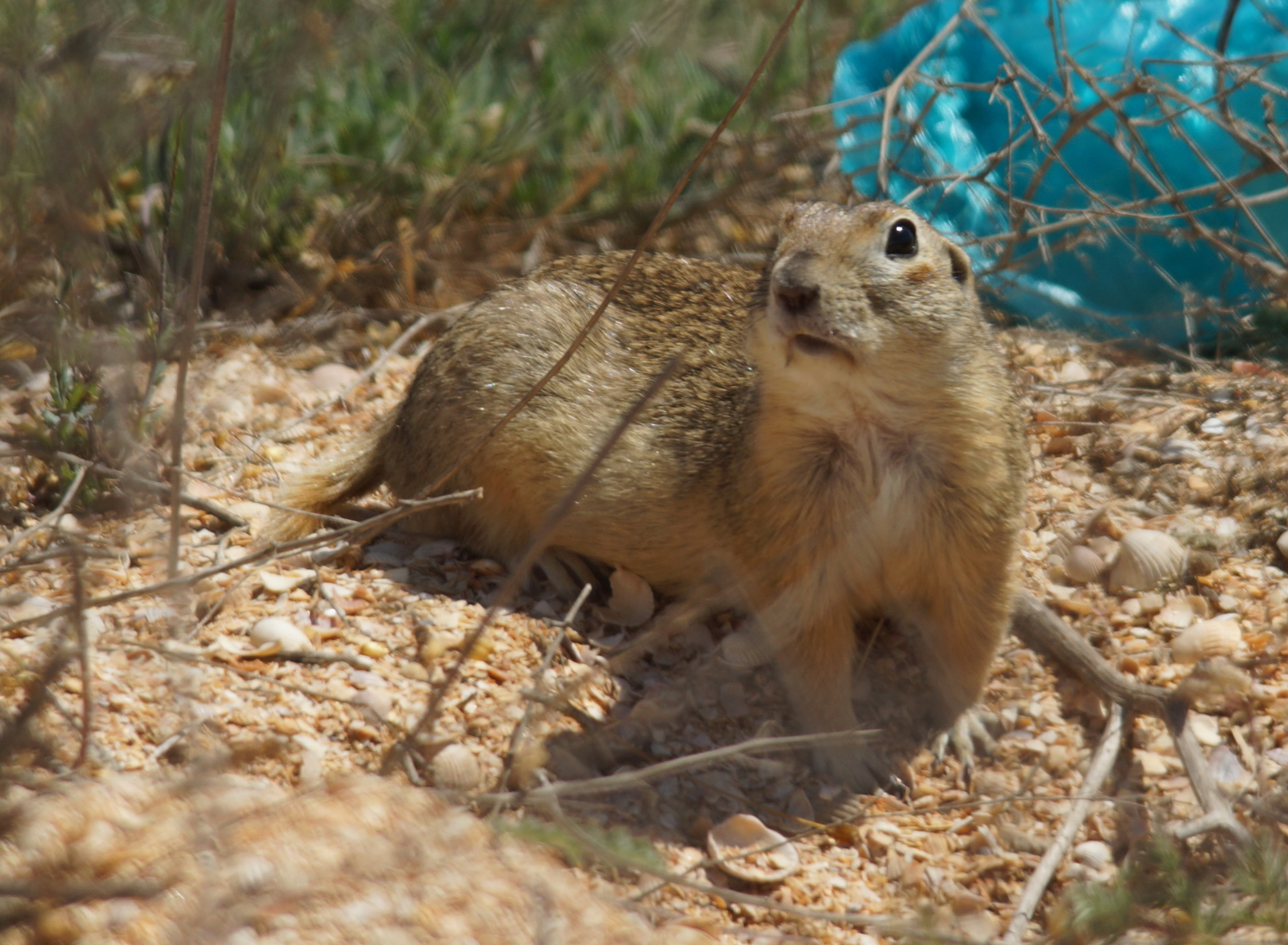
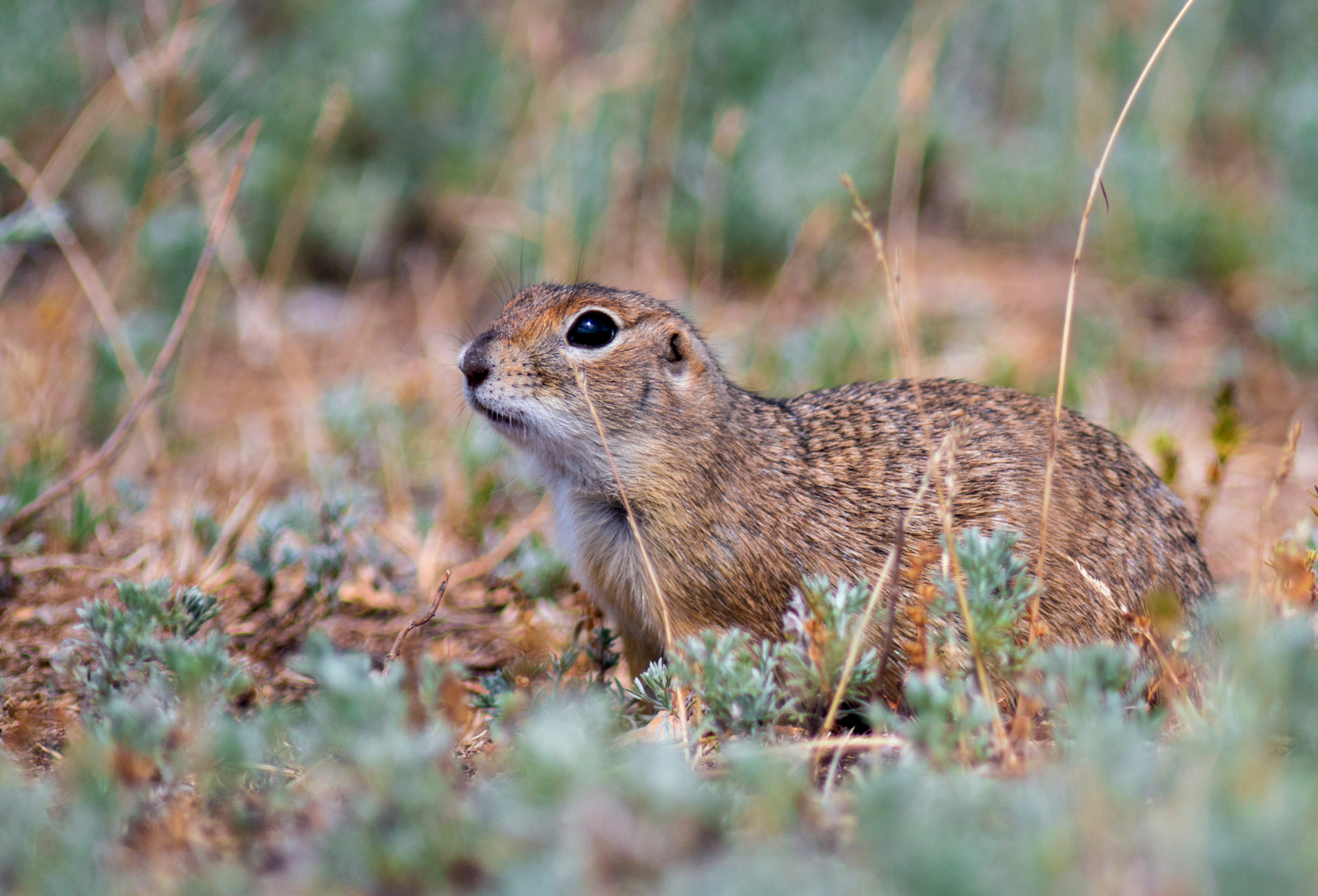
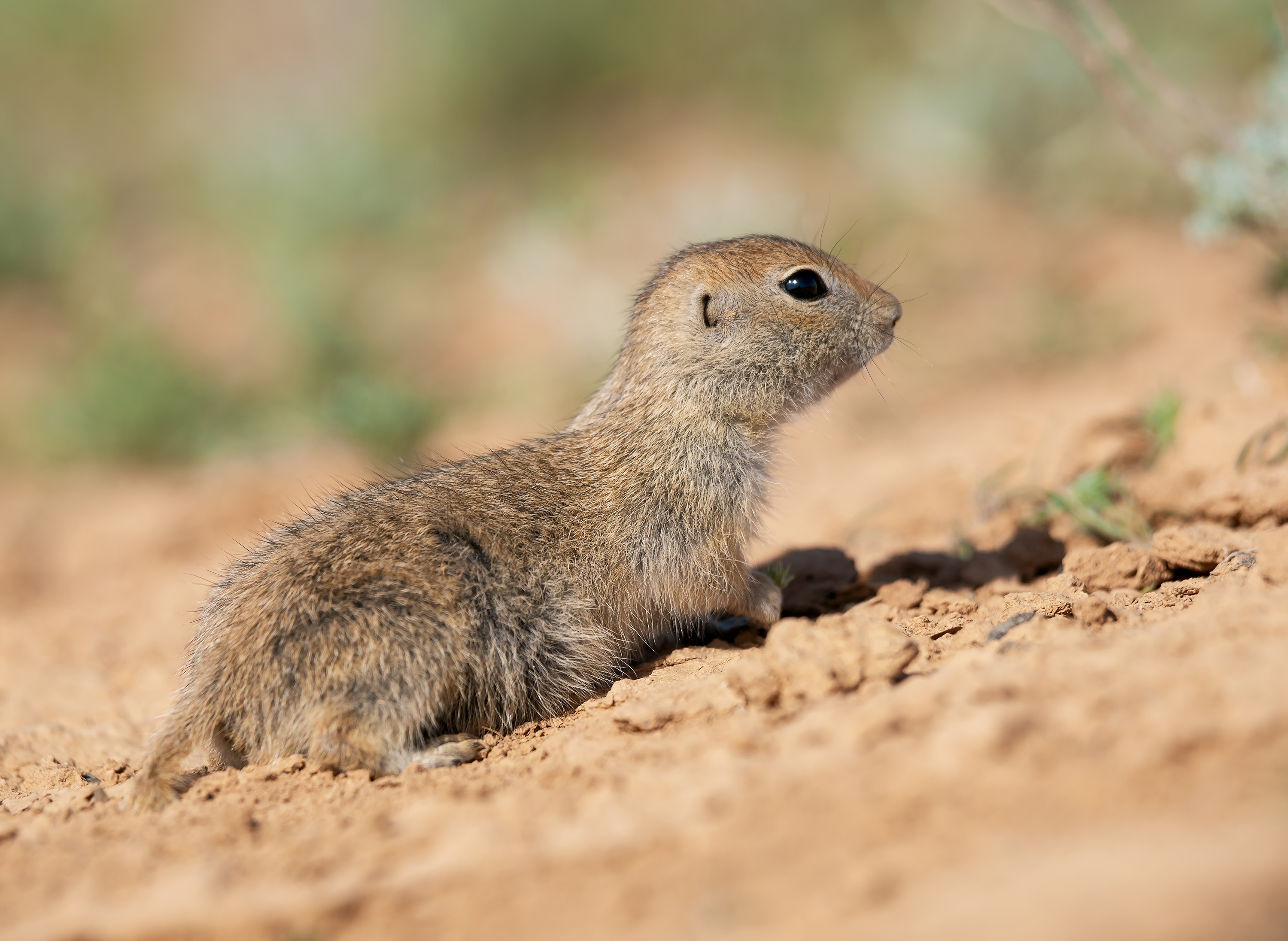

## Fordítás
- Ez a szócikk részben vagy egészben  a   Little ground squirrel című angol Wikipédia-szócikk ezen változatának fordításán alapul.  Az eredeti cikk szerkesztőit annak laptörténete sorolja fel. Ez a jelzés csupán a megfogalmazás eredetét és a szerzői jogokat jelzi, nem szolgál a cikkben szereplő információk forrásmegjelöléseként.